# Estación Coronel Baigorria
 Coronel Baigorria  es una estación ferroviaria ubicada en pueblo de Coronel Baigorria, en el Departamento Río Cuarto, Provincia de Córdoba, República Argentina.

## Servicios
Actualmente, no presta ningún servicio de cargas ni de pasajeros.